# Hans-Johann Färber
Hans-Johann Färber   (Šljivoševci, 20 d'abril de 1947) és un remer alemany, ja retirat, que va competir sota bandera de la República Federal Alemanya durant les dècades de 1960 i 1970. És l'avi del també remer Oliver Zeidler.
El 1968 va prendre part en els Jocs Olímpics d'Estiu de Ciutat de Mèxic, on disputà, sense sort, la prova del quatre amb timoner del programa de rem. Quatre anys més tard, als Jocs de Múnic, guanyà la medalla d'or en la mateixa prova. Formà equip amb Peter Berger, Gerhard Auer, Alois Bierl i Uwe Benter. La seva tercera i darrera participació en uns Jocs fou el 1976, a Mont-real, on guanyà la medalla de bronze en la prova del quatre amb timoner. Formà equip amb Ralph Kubail, Siegfried Fricke, Peter Niehusen i Hartmut Wenzel.
En el seu palmarès també destaquen tres medalles al Campionat del Món de rem, d'or el 1970 i de bronze el 1974 i 1975; i tres medalles al Campionat d'Europa de rem, d'or el 1969 i 1971 i de bronze el 1967.